# 滋賀県道540号下駒月水口線
滋賀県道540号下駒月水口線（しがけんどう540ごう しもこまづきみなくちせん）は、滋賀県蒲生郡日野町から甲賀市に至る一般県道である。

## 概要
蒲生郡日野町大字下駒月から甲賀市水口町水口に至る。
以前は有料道路（日野水口グリーンバイパス）の料金所を回避するルートとして利用されていた。現在、日野水口グリーンバイパスは無料化されている。

### 路線データ
- 起点：蒲生郡日野町大字下駒月（滋賀県道183号日野徳原線交点）
- 終点：甲賀市水口町水口（国道307号交点）
- 総延長：4.3 km

## 路線状況

### 道路施設

#### 橋梁
- 日ノ谷橋（迫谷川、蒲生郡日野町）
- 姫塚橋（迫谷川、蒲生郡日野町）

## 地理

### 通過する自治体
- 滋賀県
  - 蒲生郡日野町 - 甲賀市

### 交差する道路
| 交差する道路                         | 市町村名 | 市町村名 | 交差する場所 | 交差する場所 |
| ------------------------------------ | -------- | -------- | ------------ | ------------ |
| 滋賀県道183号日野徳原線              | 蒲生郡   | 日野町   | 大字下駒月   | 起点         |
| 国道307号 / 日野水口グリーンバイパス | 甲賀市   | 甲賀市   | 水口町水口   | 終点         |

### 沿線
- 真龍寺
- 日枝神社
- 長敬寺